# АНТ-36
АНТ-36 (також ДБ-1 від рос. дальний бомбардировщик) — радянський дальній бомбардувальник, розроблений в КБ Туполєва в середині 1930-х років конструкторською бригадою Павла Сухого на основі літака АНТ-25.

## Історія створення
На початку 1930-х років у Франції та Великобританії розроблявся бомбардувальник далекої дії, який передбачалося використовувати для ударів по цілях у глибокому тилу противника. Ці бомбардувальники мали мати меншу масу і бомбове навантаження і в кілька разів більший радіус дії. Ряд таких літаків було доведено до рівня надходження на озброєння (Vickers Wellesley).
У СРСР було побудовано два подібні літаки: АНТ-36 (ДБ-1) та АНТ-37 (ДБ-2). Але вони не були прийняті на озброєння через низьку швидкість і слабке озброєння. Натомість на озброєння були прийняті середні бомбардувальники ДБ-3.
Під час створення АНТ-25 передбачалося створення з його основі далекого бомбардувальника і розвідника. При бомбовому навантаженні 1000 кг його радіус дії мав становити 2000 км при крейсерській швидкості 200 км/год. З цих характеристик пріоритетною вважалася вимога дальності польоту, а другою за важливістю бомбове навантаження.
У серпні 1933 року було підготовлено проєкт і макет дальнього бомбардувальника, якому було надано внутрішнє позначення АНТ-36 (офіційне — ДБ-1). Проєкт був одразу прийнятий замовником. На заводі №18 розпочалося будівництво літака. Перша серія мала скласти 24 машини, а загальна їх кількість — 50 машин.
Військовий варіант зберіг від прототипу конструкцію планера, силової установки та компонування кабіни. У бомбовідсіку мали розміщуватися 10 бомб вагою по 100 кг. У кабінах другого льотчика та штурмана розміщувалися кулемети. Бомбардувальник повинен був оснащуватися аерофотоапаратом. 1934 року літак пішов у серію. Літак мав гладку обшивку та повний комплект бомбардувального та кулеметного озброєння.
Перший літак був випробуваний восени 1935 року, але замовник відмовився прийняти його через низьку якість виготовлення. Завод № 18 випустив 18 літаків цього типу, з яких військові у 1936 році прийняли 11 машин і 2 — у 1937. Лише 10 з них було передано в експлуатацію, три передано до випробувальних центрів, а решта залишилися на заводі. 1937 року всі літаки ДБ-1 були законсервовані. Надалі всі виготовлені літаки ДБ-1 були використані як мішені на полігоні.
Влітку 1936 року на один із літаків цієї серії було встановлено дизельний двигун АН-1. Бомбардувальник відрізнявся від інших літаків цього типу шасі, що не забирається, з обтічниками. Випробування, що проводилися з червня 1936 року, показали надійну роботу двигуна та можливість значного збільшення дальності польоту.
Дальність польоту літака з дизельним двигуном збільшилася на 20-25% порівняно з моторами М-34Р. У 1938 році було вирішено виконати дальній рекордний переліт літаком АНТ-36 з дизельним двигуном жіночим екіпажем. В результаті, побоюючись негативних наслідків, від цієї ідеї відмовилися і переліт був виконаний літаком ДБ-3.

## Тактико-технічні характеристики
Технічні характеристики
- Екіпаж : 3 чол.
- Довжина : 13,4 м
- Розмах крила : 34,0 м
- Висота :
- Площа крила: 88,2 м²
- Нормальна злітна вага: 7806 кг

Льотні характеристики
- Максимальна швидкість: 200 км/год
- Практична дальність: 4000 км
- Практична стеля : 3000 м

Озброєння
- Стрілецько-гарматне: 4 х 7,62-мм ДА
- Бомби : 1000 к